# Henrik Dahlström (politiker)
Henrik Dahlström, född 1980, är en svensk tidigare miljöpartistisk politiker. Mandatperioden 2006–2010 var han andra ersättare för Miljöpartiet till riksdagen i valkretsen Skåne läns södra. Dahlström avsade sig hösten 2007 samtliga av de politiska uppdrag han då hade och gick 2008 även ur partiet. 